# Dosel fractal

Dosel fractal generado con un ángulo de y una razón de 0,75.

En geometría, un dosel fractal, también denominado árbol fractal, es uno de los tipos de fractal más sencillos de generar. Consiste en tomar un segmento, bifurcarlo en uno de sus extremos uniéndolo con dos segmentos más pequeños, bifurcar a su vez estos dos segmentos más pequeños y así indefinidamente.
Un dosel fractal debe cumplir estas tres propiedades:[cita requerida]
1. El ángulo trazado entre dos segmentos unidos es el mismo en todo el fractal.
2. La razón entre las longitudes de dos segmentos unidos es constante.
3. Los puntos en los extremos de los segmentos más cortos están interconectados.